# دينوس أنجليديس
دينوس أنجليديس (باليونانية: Ντίνος Αγγελίδης)‏ مواليد 5 أبريل 1969 في فيينا، هو لاعب كرة سلة نمساوي سابق. بدأ مسيرته الاحترافية في سنة 1985. مثّل منتخب بلاده. شارك في دورة الألعاب الأولمبية الصيفية سنة 1996. حقق المركز الثاني في بطولة أمم أوروبا لكرة السلة 1989. اعتزل اللعب في 2001.

## المسيرة الاحترافية
لعب مع نادي سبورتينغ لكرة السلة من سنة 1985 إلى 1990، ثم لعب مع نادي أريس لكرة السلة من سنة 1990 إلى 1999، ثم لعب مع نادي دافنيس لكرة السلة في موسم 2000–2001.

## سجل المنافسة
شارك في المنافسات التالية:
- بطولة أمم أوروبا لكرة السلة 1989
- الألعاب الأولمبية الصيفية 1996

## الميداليات
| الميدالية | المسابقة                         |
| --------- | -------------------------------- |
| فضية      | بطولة أمم أوروبا لكرة السلة 1989 |

## روابط خارجية
- دينوس أنجليديس على موقع الاتحاد الدولي لكرة السلة (الإنجليزية)
- دينوس أنجليديس على موقع كرة السلة الأوروبية.كوم (الإنجليزية)
- دينوس أنجليديس على موقع ريلجم (الإنجليزية)
- دينوس أنجليديس على موقع بروبوليرز (الإنجليزية)
- دينوس أنجليديس على موقع سبورتس رفرنس (الإنجليزية)
- دينوس أنجليديس على موقع أوليمبيديا (الإنجليزية)